# Народни музеј Лесковац
Народни музеј Лесковац се налази у Лесковцу и основан је 1948. године. Народни музеј Лесковац има за циљ да прикупља, обрађује, чува и излаже музејску грађу везану за прошлост лесковачког краја. Године 2015. је проглашен за најбољи музеј на територији Републике Србије које додељује Музејско друштво Србије.

## Историја
На прикупљању и чувању старина у Лесковцу радило се и пре оснивања Народног музеја. Ове активности започели су лесковачки учитељи формирањем просветног музеја у „Ча Митиној школи” почетком XX века. Са сличним активностима наставило се после Првог светског рата. Систематским сакупљањем старина бавило се Ђачко историјско друштво „Вуловић” из Гимназије у Лесковцу. Ово друштво организовало је обиласке и вршило је ископавања на историјским местима као што су Скобаљић град, Хисар, Царичин град. За неколико година друштво је оформило збирку римског и средњовековног новца, археолошку и збирку оружја које су биле смештене у „кабинету ђачког историјског одсека”, у гимназијској згради. Ове збирке уништене су током Савезничког бомбардовања Лесковца, 6. септембра 1944. године, када је зграда Гимназије срушена до темеља.
Иницијатива за оснивање Музеја у Лесковцу јавила се после Другог светског рата. У ту сврху формиран је Одбор за оснивање Музеја чији су задаци били да прикупља предмете и обезбеди зграду за смештај Музеја. За председника одбора постављен је Велимир Ивановић који је и лично прикупљао предмете. Изузетном активношћу Одбора а нарочито његовог председника, после непуне две године, 2. маја 1948. године отворен је Народни музеј у Лесковцу.
Прву поставку музеја урадили су археолог др Милутин Гарашанин и етнолог Добрила Милојевић. Сав изложени материјал смештен је у четири просторије: у једној збирка докумената из НОБ-а, у другој археолошки предмети, у трећој етнолошки, у четвртој предмети старог Лесковца. Због обимности материјала, 29. новембра 1948. године отворен је Музеј НОБ-а у посебној згради. Године 1959. отворен је и Текстилни музеј у Стројковцу који је у почетку био у надлежности пословног удружења "Прогрес" да би касније прешао у надлежност Народног музеја.
Музеј је био смештен у адаптираној Кући Боре Димитријевића-Пиксле све до 10. маја 1974. године, када је отворена нова зграда, чијим су се пуштањем у рад стекли прави услови за даљи развој музејске делатности. Музеј је установа комплексног типа која у свом саставу има више одељења: за археологију, историју, уметности, етнологију, конзервацију. У склопу музејске зграде налазе се стална поставка, галерија, сала за научне скупове и стручна библиотека са преко 14.000 наслова. У састав музеја улазе и издвојени објекти: Градска кућа се налази у непосредној близини Саборне цркве у Лесковцу, у улици Јосифа Костића бр. 42, Музеј текстилне индустрије смештен је у центру села Стројковца, десет километара јужно од Лесковца, на путу за Вучје, Спомен-кућа Косте Стаменковића, Археолошки локалитет Царичин град налази се на удаљености тридесет километара западно од Лесковца, близу Лебана.
Стална поставка Народног музеја у Лесковцу, отворена је 1974. године, обухвата период од праисторије до 1945. године. Прва фаза сталне поставке, отворена 2015. године, приказује живот становника у Лесковцу и околини од неолита до касног турског доба. На простору од око 250 квадрата, у два архитектонска дела, представљено је 8 000 година овдашње историје.
У првом делу пирамидом је симболично приказано археолошко благо Xисара, брда изнад Лесковца, које представља најбогатије налазиште брњичке културне групе, из 14. века пре наше ере. Из периода римске доминације представљен је златни накит са локалитета Мала Копашница. Средњовековна историја осликава Дубочицу и време Немањића, време Деспотовине и развој града у време Турака. Простором који сведочи о средњем веку доминира фигура српског витеза Николе Скобаљића — у природној величини и у пуној опреми. Посебно место добио је и Лесковачки панађур, највећи и најпознатији вашар на Балкану, на који су долазили дубровачки трговци и трговци из читавог региона. У другом делу представљен је археолошки локалитет Царичин град — место рођења цара Јустинијана Првог. Део поставке о Царичином граду, који се налази на прелиминарној Унесковој листи светске културне баштине, чини материјал прикупљен у стогодишњим истраживањима.
Друга фаза сталне поставке Лесковац - српски Манчестер (1878-1941) отворена је 19. јуна 2020. године.
Од 1961. године издаје Лесковачки зборник који је први часопис у Републици Србији који је покренуо неки музеј у унутрашњости. У Зборнику се објављују научна саопштења и резултати научно-истраживачких пројеката који се презентују на научном скупу Културно-историјска баштина Лесковца и околине и југа Србије.
Године 2018, поводом 70 година постојања, Народни музеј је добио Октобарску медаљу града Лесковца.
У 2020. Народном музеју је додељен Сретењски орден трећег степена.
- Кућа Боре Димитријевића—Пиксле (Градска кућа)
- Музеј текстилне индустрије
- Кућа Косте Стаменковића
- Данашња зграда музеја

## Збирке музеја
У саставу Народног музеја у Лесковцу постоје археолошка, етнолошка, историјска и збирка из историје уметности.

### Археолошка збирка
Своју прву археолошку збирку музеј у Лесковцу добио је у години његовог оснивања. Ова збирка била је поклон Сергија Димитријевића, дугогодишњег преданог истраживача прошлости Лесковца и Србије. Од тада, фондови ове збирке све више су се богатили на различите начине: поклонима, откупом, случајно нађеним предметима, рекогнисцирањем терена и археолошким ископавањима. Археолошки материјал потиче са локалитета из општина Лесковац, Лебане, Бојник и Медвеђа. Преостале две општине Јабланичког округа, Власотинце и Црна Трава, у надлежности су Завичајног музеја у Власотинцу.
У оквиру одсека за археологију постоје следеће збирке: праисторијска, античка, средњовековна, збирка Царичин град, нумизматичка, рановизантијска и збирка Хисар.

#### Праисторијска збирка
У овој збирци чувају се предмети који покривају период од средњег неолита до доласка Римљана у I веку н.е. Ови предмети сведоче да је територија, коју музеј покрива, у наведеном периоду имала континуитет у насељености.
Збирка садржи преко хиљаду предмета израђених од керамике, камена, метала и кости. Они су пронађени на различите начине и у различитим периодима: систематским рекогносцирањима лесковачког краја вођеним под руководством М. Гарашанина и Ј. Ковачевића, мањим ископавањима у Медвеђи и Малој Грабовници, ревизионим ископавањима на локалитету Градац код Злокућана, рекогносцирањем археолошких локалитета у општинама региона током 70-тих година XX века, археолошким ископавањима у цркви Св. Јована Претече у Јашуњи, Скобаљић Граду, Врапцу, на локалитету Кале у Грделици и др.
- Кућа из позног бронзаног доба
- Кућа из позног бронзаног доба
- Кућа из позног бронзаног доба

#### Античка збирка
Ова збирка садржи археолошки материјал који је откривен археолошким истраживањима у Лесковачкој котлини, поклоном и откупом. Ископавања су вршена током неколико периода на више локалитета и њима је истражен велики део некропола, истражени су делови римског насеља, римски пут и занатски центар са пећима за печење керамике. Резултат истраживања јесте велики број пронађених предмета од злата, сребра, бронзе, гвожђа, керамике и др.
У Сталној поставци Музеја изложени су предмети откривени током истраживања 60-их година и неколико интересантних предмета са нових ископавања.

#### Збирка Мала Копашница
Збирка Мала Копашница издвојена је 2017. године из Античке збирке због потребе да се археолошки материјал откривен током заштитних археолошких ископавања на том локалитету систематизује на једном месту. Садржи 1430 предмета и 805 примерака новца, као и више хиљада ситних налаза и десетине хиљада фрагмената керамике.

#### Средњовековна збирка
Средњовековна збирка обухвата период од IX до XV века односно до турског освајања ових крајева, 1454. године. Она садржи 530 предмета ( углавном керамика и накит) који су случајно пронађени, поклоњени музеју или су откривени археолошким ископавањима. Археолошка ископавања вршена су на више локалитета: црква Св. Јована Претече у Јашуњи, Скобаљић Град, црква Св. Петке у селу Газдару и Тапан у Печењевцу.

#### Збирка Царичин град
Основу ове збирке чине разноврсни предмети од печене земље, метала, стакла, кости пронађени током вишедеценијских истраживања на археолошком локалитету Царичин град. У њој се налазе 1383 инвентарисана предмета пронађена у ископавањима на том локалитету од 1947 до 1983. године. Студијска збирка Царичин град садржи 1967 предмета. У „Сталној поставци“ изложени су најинтересантнији предмети збирке који приказују живот у граду.
- Збирка Царичин град
- Изложбени простор нове сталне поставке - „Времеплов лесковачког краја”, тематска целина „Византија-Царичин град”
- Изложбени простор нове сталне поставке - „Времеплов лесковачког краја”, тематска целина „Византија-Царичин град”

#### Збирка Нумизматика I
Садржи новац из античког и рановизантијског периода. Најстарији примерци ове збирке потичу из IV века п. н. е. и припадају Филипу II и Александру Великом, а најмлађи цару Ираклију односно првим деценијама VII века. У збирци се чувају остава републиканских денара из Лесковца, три оставе римског новца из Подримца, Липовице и Градашнице и неколико мањих остава и више појединачних налаза са Царичиног Града.

#### Збирка Хисар
Збирка садржи археолошки материјал са локалитета Хисар. Овај материјал издвојен је у посебну збирку из два разлога. Први је што је локалитет вишеслојно налазиште (од праисторије до средњег века) па би инвентарисањем у различитим збиркама дошло до његовог раздвајања. Други разлог издвајања је тај што је, током систематских ископавања, у периоду 2002.-2008. откривено више од 5000 археолошких предмета. Највећи број ових предмета је од керамике.
- Пехар од керамике из периода 13-11. век п. н. е. Пронађен је археолошким ископавањима 2002. године на Хисару. Део је збирке Хисар
- Изложбени простор нове сталне поставке - „Времеплов лесковачког краја”, пирамида која показује археолошко благо Хисара

### Нумизматичка збирка
Збирке Нумизматика I и II, раније у саставу археолошких збирки, и колекције Новац новог века и Савремени српски и југословенски новац, које су припадале историјским збиркама, обједињене су 2017. године у засебну Нумизматичку збирку.

### Историјска збирка
У оквиру одсека за историју постоје следеће збирке: збирка оружја и војне опреме, збирка реалија, збирка привредно-техничка, збирка докумената, збирка архивске грађе НОБ-а, збирка фотографија, збирка разгледница, збирка печата, збирка одликовања, диплома и плакета, збирка Љубомира Маринковића, збирка Добросав Туровић, збирка униформи, збирка Историја Лесковца од 1945. године и фондови: фонд интернираца и ратних заробљеника, фонд о савезничком бомбардовању Лесковца 6. септембра 1944. године, фонд Јована Јовановића Абраша, фонд Сергија Димитријевића.

## Библиотека са књижевном заоставштином
Библиотека Народног музеја покренута је 1950. године, а од поклона и завештања 2017. године је оформљена Збирка књижевне заоставштине Живојина Поп Ценића, Бране Митровића, Жака Конфина, Драгољуба Трајковића и Томислава Н. Цветковића.

## Галерија
- Улаз у музеј
- Улаз у музеј
- Библиотека музеја
- Библиотека музеја
- Хол на првом спрату
- Сала за научне скупове
- Галерија музеја
- Галерија Народног музеја у Лесковцу
- Галерија Народног музеја у Лесковцу
- Градска галерија музеја током изложбе „Јашуњски манастир Светог Јована Претече”
- Градска галерија музеја током изложбе „Јашуњски манастир Светог Јована Претече”
- Градска галерија музеја током изложбе „Јашуњски манастир Светог Јована Претече”
- Изложбени простор нове сталне поставке - „Времеплов лесковачког краја”
- Изложбени простор нове сталне поставке - „Времеплов лесковачког краја”
- Изложбени простор нове сталне поставке - „Времеплов лесковачког краја”
- Архитектонски план изложбеног простора нове сталне поставке - „Времеплов лесковачког краја” (4 тематске целине)
- Детаљ за изложбе „Тајне археолошких депоа”
- Изложбени простор сталне поставке „Период после ослобођења од Турака”
- Оклоп српског средњовековног витеза, 15. столеће
- Накит из римског периода
- Јустинијана Прима
- Апликација са ликом Медузе
- Бронзани накит
- Гравира
- Капител циборијума
- Мозаик из Доњег града
- Налазиште Хисар
- Печат са натписом
- Реплика фреске
- Цар Јустинијан I мозаик
- Шлем типа Балденхајм